# Bodianus leucosticticus
Bodianus leucosticticus är en fiskart som först beskrevs av Bennett 1832.  Bodianus leucosticticus ingår i släktet Bodianus och familjen läppfiskar. IUCN kategoriserar arten globalt som livskraftig. Inga underarter finns listade.